# Provincia di Kampong Cham
La provincia di Kampong Cham (in lingua khmer: ខេត្តកំពង់ចាម) è una provincia della Cambogia situata nella parte centro-orientale. Il suo capoluogo è la città di Kampong Cham, sulle rive del fiume Mekong, che segna ad est il confine con la provincia di Tbong Khmum. Sono originari di questa provincia diversi personaggi politici cambogiani attuali, come il primo ministro Hun Sen. Nel periodo coloniale era assai fiorente la produzione della gomma.

## Amministrazione
La provincia è stata smembrata il 31 dicembre 2013, quando la parte orientale del suo territorio è stata assegnata alla nuova provincia di Tbong Khmum. Dopo tale smembramento, la provincia di Kampong Cham è suddivisa amministrativamente in 10 distretti (srok)..
- 0301 Batheay (បាធាយ)
- 0302 Chamkar Leu (ចំការលើ)
- 0303 Cheung Prey (ជើងព្រៃ)
- 0305 Kampong Cham (កំពង់ចាម)
- 0306 Kampong Siem (កំពង់សៀម)
- 0307 Kang Meas (កងមាស)
- 0308 Koh Sotin (កោះសូទិន)
- 0313 Prey Chhor (ព្រៃឈរ)
- 0314 Srey Santhor (ស្រីសន្ធរ)
- 0315 Stueng Trang (ស្ទឹងត្រង់)